# (8376) 1992 OZ9
(8376) 1992 OZ9 là một tiểu hành tinh nằm ở rìa ngoài của vành đai chính. Nó được phát hiện bởi Henri Debehogne và Álvaro López-García ở Đài thiên văn La Silla ở Chile ngày 30 tháng 7 năm 1992.